# Krzysztof Pytel
Krzysztof Pytel (ur. 15 maja 1945 w Chełmie, zm. 30 czerwca 2019) – polski szachista, trener i dziennikarz szachowy, reprezentant Francji od 1989, mistrz międzynarodowy od 1975 roku.

## Kariera szachowa
Szachy poznał w wieku dziesięciu lat, a w wieku 15 lat zdobył mistrzostwo swojego miasta. W 1964 (w Ełku) i 1965 r. (w Goleszowie) dwukrotnie zdobył tytuły wicemistrza Polski juniorów do 20 lat, natomiast w kolejnych latach osiągał sukcesy w grze korespondencyjnej, w 1966 r. zdobywając złoty, a w 1968 – srebrny medal indywidualnych mistrzostw Polski. 
W 1968 r. zadebiutował na arenie międzynarodowej i po raz pierwszy zakwalifikował się do finału indywidualnych mistrzostw Polski. Do 1985 r. trzynastokrotnie uczestniczył w finałach, dwukrotnie (Wrocław 1972 i Gdynia 1973) zdobywając tytuły mistrza Polski. Trzeci medal – srebrny – zdobył w Tarnowie w 1979 r. Czterokrotnie (1972, 1974, 1978, 1984) reprezentował kraj na olimpiadach szachowych, zdobywając 21½ pkt w 45 partiach, był również reprezentantem Polski w drużynowych mistrzostwach Europy w 1973 r. w Bath, gdzie polscy szachiści zajęli IV miejsce. W latach 1966–1982 zdobył dziesięć medali drużynowych mistrzostw Polski, w tym dwa złote (1966, 1982). W 1972 r. zakwalifikował się do turnieju strefowego (eliminacji mistrzostw świata) we Vrnjackiej Banji, jednakże jego wyjazd na ten turniej został wstrzymany z powodu trwającej wówczas w Jugosławii epidemii ospy.
Wielokrotnie startował w turniejach międzynarodowych, znaczące wyniki osiągając w latach:
- 1972 – Wrocław (dz. I m.),
- 1973 – Albena (dz. III m.),
- 1975 – Istres (dz. III m.), Guernsey (dz. II m.),
- 1976 – Dortmund (turniej B, I m.), Istres (III m.), Kikinda (dz. II m.),
- 1977 – Bagneux (dz. I m.), Val Thorens (II m.),
- 1978 – Montpellier (dz. III m.), Fredrikstad (I m.), Gausdal (II m.), Val Thorens (dz. III m.),
- 1979 – Metz (dz. II m.), Graz (dz. II m.),
- 1982 – Polanica-Zdrój (memoriał Akiby Rubinsteina, dz. III m.),
- 1990 – Orange (dz. II m.),
- 1994 – Maromme (dz. I m.),
- 2001 – Le Mans (I m.),
- 2004 – Fouesnant (I m.),
- 2005 – Skanderborg (turniej B, dz. III m.),
- 2006 – Rochefort (dz. III m.),
- 2007 – La Fere (dz. I m.),
- 2008 – Rochefort (dz. II m.).

Spośród tych rezultatów na uwagę zasługuje wynik w Kikindze (1976), gdzie do normy arcymistrzowskiej zabrakło mu zaledwie 0,5 pkt. 
Najwyższy ranking w karierze osiągnął 1 lipca 1994 r., z wynikiem 2500 punktów zajmował wówczas 6. miejsce wśród francuskich szachistów.
Krzysztof Pytel był trenerem i dziennikarzem szachowym, a także autorem wielu książek o tematyce szachowej, wśród których jedną z najbardziej znanych jest traktująca o grze końcowej Akiba Rubinstein, czyli o sztuce rozgrywania końcówek. 

## Życie prywatne
Żoną Krzysztofa Pytla była Bożena Pytel, mistrzyni Polski z 1970 roku.

## Wybrane publikacje
- Akiba Rubinstein, czyli o sztuce rozgrywania końcówek (1987)
- Aleksander Alechin (ISBN 83-900485-6-6))
- Karpow - Kasparow o koronę szachową: Moskwa-Londyn-Leningrad (1986, ISBN 83-202-0507-7)
- Jak wygrać miniaturkę? (2002, ISBN 83-86407-41-7)
- Emanuel Lasker. Bielsko Biała: Wydawnictwo Szachowe 1993. ISBN 83-900485-1-5
- Wilhelm Steinitz. Warszawa 1990. ISBN 83-202-0734-7
- W.Litmanowicz, "Polscy szachiści", Warszawa 1982, str. 141